# SN 1980G
SN 1980G – supernowa odkryta 13 czerwca 1980 roku w galaktyce A133406-3330. W momencie odkrycia miała maksymalną jasność 18,00m.